# Женап
Женап (нід. Genepiën; валлон. Djinape) — місто та муніципалітет Валлонії, розташоване в бельгійській провінції Валлонський Брабант. На 1 січня 2006 року загальна чисельність населення Генаппе становила 14 136 осіб. Загальна площа 89,57 км2, що дає щільність населення 158 жителів на км2.
Села в муніципалітеті Genappe:
- Genappe
- В'є-Женапп
- Бусваль

- Бейсі-Ті
- Вайз
- Утен-ле-Валь
- Лупуань
- Глабайс

## Історія
Хоча місцем його заснування, ймовірно, був Булонь-сюр-Мер, один літописець 13-го століття вказує на Бейзі (нині Безі-Ті в Женаппі) як місце народження Годфріа Буйонського, найвідомішого лідера Першого хрестового походу (1096-1099).